# Veronikamarterl

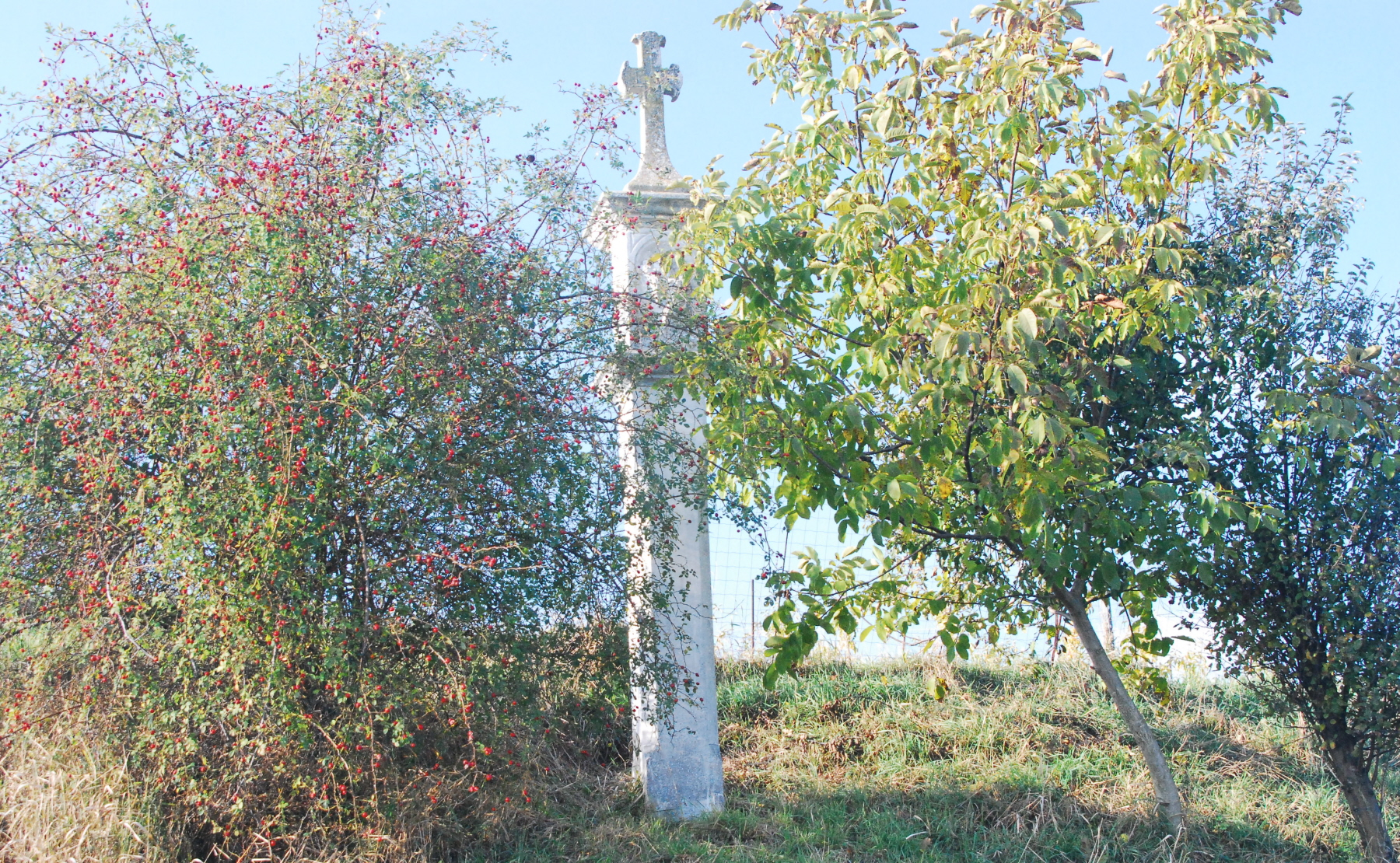
Das Veronikamarterl bei Pulkau

Das Veronikamarterl auf dem Gemeindegebiet der Stadt Pulkau in Niederösterreich steht unter Denkmalschutz (Listeneintrag).

## Geschichte und Beschreibung
Das Veronikamarterl aus dem Jahr 1623 steht zwischen Bäumen auf einer kleinen, aber steilen Erhebung neben der Landesstraße 1056 von Pulkau nach Leodagger nördlich der Kreuzung mit der Landesstraße 41. Früher befand sich hier das Ufer des Pulkauer Teichs, der unterdessen trockengelegt wurde.
Auf einer mit Erde überdeckten und überwachsenen Grundplatte steht eine Säule, die einen viereckigen Tabernakel mit Kreuz trägt.
Die schlanke Steinsäule ist an ihren Ecken auslaufend abgefast, so dass sich am oberen und unteren Ende ein Kubus bildet. Da die glatte Säule keine Verwitterungsspuren aufweist, wird angenommen, dass bei einer Renovierung eine ältere Säule ersetzt wurde, wobei eventuell vorhandene Inschriften verloren gingen.
Auf der Säule sitzt ein an allen Seiten geschlossenen Tabernakel, der an drei Seiten in flachen Nischen Reliefs von Heiligen trägt:
| Seite                   | Darstellung                                   | Foto |
| ----------------------- | --------------------------------------------- | ---- |
| Nordseite               | heilige Veronika mit dem Schweißtuch          |      |
| Ostseite (Straßenseite) | heiliger Johannes Nepomuk                     |      |
| Südseite                | heiliger Antonius von Padua mit dem Jesuskind |      |

Auf dem Tabernakel ruht ein steinernes Ankerkreuz.